# 柏禮維
柏禮維（1997年5月7日—），台灣男子羽毛球選手。

## 簡歷
柏禮維與楊明哲自國一開始便搭檔男雙，他負責主攻前場，搭檔則後場重殺。
2014年9月，柏禮維出戰奧克蘭羽球國際賽，與楊明哲合作贏得男雙比賽冠軍。

## 主要比賽成績
只列出曾進入準決賽的國際賽事成績：
| 年份   | 賽事                         | 公開賽級別 | 項目     | 搭檔   | 成績   |
| ------ | ---------------------------- | ---------- | -------- | ------ | ------ |
| 2014年 | 亞洲青年羽毛球錦標賽         | 其他       | 混合團體 | －     | 季軍   |
| 2014年 | 奧克蘭羽毛球國際賽           | 國際系列賽 | 男子雙打 | 楊明哲 | 冠軍   |
| 2015年 | 奧克蘭羽毛球國際賽           | 國際系列賽 | 男子雙打 | 楊明哲 | 亞軍   |
| 2015年 | 世界青年羽毛球錦標賽         | 其他       | 混合團體 | －     | 季軍   |
| 2016年 | 奧地利羽毛球公開賽           | 國際挑戰賽 | 混合雙打 | 謝沛珊 | 準決賽 |
| 2016年 | 越南羽毛球國際系列賽         | 國際系列賽 | 男子雙打 | 楊明哲 | 準決賽 |
| 2017年 | 波蘭羽毛球公開賽             | 國際挑戰賽 | 混合雙打 | 張淨惠 | 準決賽 |
| 2017年 | 芬蘭羽毛球公開賽             | 國際挑戰賽 | 男子雙打 | 楊明哲 | 準決賽 |
| 2018年 | 越南羽毛球國際挑戰賽         | 國際挑戰賽 | 男子雙打 | 楊明哲 | 準決賽 |
| 2018年 | 中國陵水羽毛球大師賽         | 超級100賽  | 男子雙打 | 楊明哲 | 準決賽 |
| 2018年 | 世界大学生羽毛球锦标赛       | 其他       | 混合團體 | －     | 季軍   |
| 2018年 | 世界大学生羽毛球锦标赛       | 其他       | 男子雙打 | 楊明哲 | 季軍   |
| 2018年 | 韓國羽毛球大師賽             | 超級300賽  | 男子雙打 | 王齊麟 | 亞軍   |
| 2019年 | 葡萄牙羽毛球國際賽           | 國際系列賽 | 男子雙打 | 李芳至 | 準決賽 |
| 2019年 | 雪梨羽毛球國際賽             | 國際系列賽 | 男子雙打 | 廖冠皓 | 準決賽 |
| 2019年 | 雪梨羽毛球國際賽             | 國際系列賽 | 混合雙打 | 余芊慧 | 準決賽 |
| 2019年 | 愛爾蘭羽毛球公開賽           | 國際挑戰賽 | 男子雙打 | 廖冠皓 | 準決賽 |
| 2022年 | 比利時羽毛球國際賽           | 國際挑戰賽 | 男子雙打 | 張課琦 | 冠軍   |
| 2022年 | 雪梨羽毛球國際賽             | 國際系列賽 | 男子雙打 | 張課琦 | 準決賽 |
| 2022年 | 雪梨羽毛球國際賽             | 國際系列賽 | 混合雙打 | 張淨惠 | 亞軍   |
| 2022年 | 本迪戈羽毛球國際賽           | 國際挑戰賽 | 男子雙打 | 張課琦 | 冠軍   |
| 2022年 | 北港羽毛球國際賽             | 國際挑戰賽 | 男子雙打 | 張課琦 | 冠軍   |
| 2023年 | 波蘭羽毛球公開賽             | 國際挑戰賽 | 男子雙打 | 張課琦 | 亞軍   |
| 2023年 | 塞班島羽毛球國際賽           | 國際挑戰賽 | 男子雙打 | 張課琦 | 亞軍   |
| 2023年 | 夏季世界大學運動會羽毛球比賽 | 其他       | 混合團體 | －     | 金牌   |
| 2023年 | 夏季世界大學運動會羽毛球比賽 | 其他       | 男子雙打 | 李芳至 | 銅牌   |
| 2024年 | 高雄羽球大師賽               | 超級100賽  | 混合雙打 | 張淨惠 | 準決賽 |
| 2024年 | 本迪戈羽毛球國際賽           | 國際挑戰賽 | 男子雙打 | 陳政寬 | 冠軍   |
| 2024年 | 本迪戈羽毛球國際賽           | 國際挑戰賽 | 混合雙打 | 林彦妤 | 準決賽 |
| 2024年 | 雪梨羽毛球國際賽             | 國際挑戰賽 | 混合雙打 | 林彥妤 | 準決賽 |
| 2025年 | 加拿大羽球公開賽             | 超級300賽  | 男子雙打 | 張課琦 | 亞軍   |

| 2007-2017年 | 首要超級賽 | 超級賽 | 黃金大獎賽 | 大獎賽 | 國際挑戰賽 | 國際系列賽 | 未來系列賽 | 其他 |

| 2018-2026年 | 總決賽 | 超級1000賽 | 超級750賽 | 超級500賽 | 超級300賽 | 超級100賽 | 國際挑戰賽 | 國際系列賽 | 未來系列賽 | 其他 |

## 外部連結
- 柏禮維在BWFBadminton.com（英语）
- 柏禮維在BWF.TournamentSoftware.com（英语）
- 柏禮維在Flashscore（英语）